# Donskoj (Mosca)
Il quartiere Donskoj (in russo Донской район?) è un quartiere di Mosca sito nel Distretto Meridionale.
Viene definito insieme al quartiere Zagorodnyj con la riforma amministrativa del 1991; il 24 maggio 1995 il quartiere Zagorodnyj viene unito al quartiere Donskoj che assume i confini attuali.
Il quartiere ospita un cimitero musulmano.